# Nagroda Brama Stokera w 2005

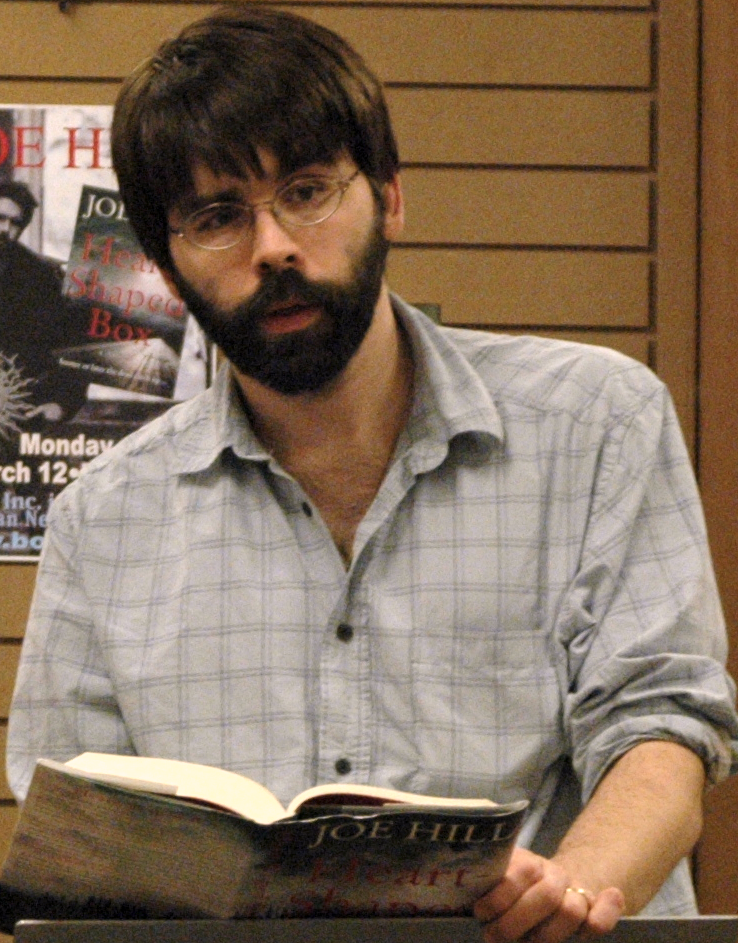
Joe Hill - zwycięzca w kategorii Długie opowiadanie za Best New Horror oraz za zbiór opowiadań Upiory XX wieku

Zwycięzcy i nominowani do Nagrody Brama Stokera za rok 2005.

## Legenda
| zwycięzca |
| nominacja |

## Powieść (Novel)
| Imię i nazwisko | Tytuł oryginalny   | Tytuł polski  |
| --------------- | ------------------ | ------------- |
| David Morrell   | Creepers           | Infiltratorzy |
| Charlee Jacob   | Dread in the Beast |               |
| Gary Braunbeck  | Keepers            |               |
| Tom Piccirilli  | November Mourns    |               |

## Debiut powieściowy (First Novel)
| Imię i nazwisko                     | Tytuł oryginalny | Tytuł polski |
| ----------------------------------- | ---------------- | ------------ |
| Weston Ochse                        | Scarecrow Gods   |              |
| Kealan Patrick Burke                | The Hides        |              |
| Alan M. Clark Jeremy Robert Johnson | Siren Promised   |              |

## Długie opowiadanie (Long Fiction)
| Imię i nazwisko | Tytuł oryginalny              | Tytuł polski |
| --------------- | ----------------------------- | ------------ |
| Joe Hill        | Best New Horror               |              |
| Kelly Link      | Some Zombie Contingency Plans |              |
| Stephen King    | The Things They Left Behind   |              |
| Gary Braunbeck  | In the Midnight Museum        |              |

## Krótkie opowiadanie (Short Fiction)
| Imię i nazwisko  | Tytuł oryginalny                        | Tytuł polski |
| ---------------- | --------------------------------------- | ------------ |
| Gary Braunbeck   | We Now Pause for Station Identification |              |
| Mort Castle      | As Others See Us                        |              |
| Ken Lillie-Paetz | Did They Get You to Trade?              |              |
| Clive Barker     | Haeckel's Tale                          |              |
| Steve Rasnic Tem | Invisible                               |              |
| Yvonne Navarro   | Times of Atonement                      |              |

## Zbiór opowiadań (Fiction Collection)
| Imię i nazwisko | Tytuł oryginalny    | Tytuł polski    |
| --------------- | ------------------- | --------------- |
| Joe Hill        | 20th Century Ghosts | Upiory XX wieku |
| Chuck Palahniuk | Haunted             |                 |
| China Miéville  | Looking for Jake    |                 |
| Kelly Link      | Magic for Beginners |                 |

## Antologia (Anthology)
| Imię i nazwisko                      | Tytuł oryginalny                                          | Tytuł polski |
| ------------------------------------ | --------------------------------------------------------- | ------------ |
| Del Howison Jeff Gelb (red.)         | Dark Delicacies: Original Tales of Terror and the Macabre |              |
| Julie Sevin R.J. Sevin (red.)        | Corpse Blossoms                                           |              |
| Nancy Holder Nancy Kilpatrick (red.) | Outsiders                                                 |              |
| Stephen Jones (red.)                 | Weird Shadows Over Innsmouth                              |              |

## Utwór non-fiction (Nonfiction)
| Imię i nazwisko          | Tytuł oryginalny                                       | Tytuł polski |
| ------------------------ | ------------------------------------------------------ | ------------ |
| Stephen Jones Kim Newman | Horror: Another 100 Best Books                         |              |
| Sam Weller               | The Bradbury Chronicles                                |              |
| Loren Rhoades            | Morbid Curiosity #9                                    |              |
| Michael McCarty          | More Giants of the Genre                               |              |
| Rhonda Wilcox            | Why Buffy Matters: The Art of Buffy the Vampire Slayer |              |

## Poezja (Poetry collection)
| Imię i nazwisko   | Tytuł oryginalny                                                          | Tytuł polski |
| ----------------- | ------------------------------------------------------------------------- | ------------ |
| Michael A. Arnzen | Freakcidents                                                              |              |
| Charlee Jacob     | Sineater                                                                  |              |
| Daniel Shields    | Seasons: A Series of Poems Based on the Life and Death of Edgar Allan Poe |              |
| Gary W. Crawford  | The Shadow City                                                           |              |

## Nagrody specjalne

### Nagroda za całokształt twórczości (Lifetime Achievement)
- Peter Straub

### Specialty Press Award
- Necessary Evil Press

### Richard Laymon President's Award
Lisa Morton